# Tercera República Francesa
La Tercera República Francesa, (en francès, La Troisième Republique, escrit de vegades com La IIIe République) és el període que cobreix els governs que van regir França des de 1870, amb la captura de Napoleó III durant la Guerra Francoprussiana i l'esfondrament del Segon Imperi Francès, fins a 1940, quan la derrota de la Tercera República Francesa per part de l'Alemanya nazi en va provocar la substitució pel Govern de Vichy.
En altres fonts també és freqüent que es consideri que aquesta etapa no s'inicia fins a l'establiment definitiu del govern i la constitució de 1875.
Tot i això, la Tercera República va durar una setantena d'anys, de manera que va esdevenir el sistema de govern més durador a França des de la caiguda de l'Antic Règim el 1789.

## Història

### Inici
Durant la Guerra Francoprussiana, la notícia del desastre de la batalla de Sedan, en la que l'emperador Napoleó III fou capturat amb el seu exèrcit mentre l'altre exèrcit quedava assetjat a Metz, el 4 de setembre Jules Claude Gabriel Favre pronuncià el destronament de l'emperador i la seva família amb caràcter de perpetuïtat i proclamà la República, formant-se un Govern de Defensa Nacional, que va continuar lluitant després de la caiguda de l'emperador. Els prussians exigiren dures compensacions després de la guerra, que desembocaren en la pèrdua d'Alsàcia-Lorena, l'agitació social i la creació de la Comuna de París. Els primers governs de l'època consideraren restablir la monarquia, però entre la confusió sobre la naturalesa d'aquesta monarquia, i el dubte sobre quina de les diverses famílies reials deposades s'hauria d'adjudicar el tron, l'opció monàrquica va quedar descartada. Aleshores, la Tercera República, que inicialment havia de ser un govern de transició, va esdevenir el govern permanent de França.

### Establiment
Les Lleis constitucionals franceses de 1875 van dotar la Tercera República de la seva forma, que consistia en una Cambra de Diputats i un Senat que formen la legislatura, i un President que actua com a cap d'estat. Alguns debats sobre el restabliment de la monarquia van dominar els mandats dels dos primers presidents, Adolphe Thiers i Patrice de Mac-Mahon, però la proclamació d'una sèrie de presidents republicans durant la dècada de 1880 va posar fi a qualsevol esperança d'una monarquia.

### Evolució
La Tercera República va establir moltes possessions colonials franceses, ja que França va adquirir, durant les dues últimes dècades del segle xix, la Indoxina francesa, Madagascar, la Polinèsia Francesa, i grans territoris a l'Àfrica occidental durant la Cursa per l'Àfrica. Els primers anys del segle xx van ser dominats per l'Aliança Republicana Democràtica, un partit que inicialment va ser concebut com una aliança política de centreesquerra, però que va arribar a convertir-se en el principal partit de centredreta. Durant el període comprès entre l'inici de la Primera Guerra Mundial i la fi de la dècada dels anys 1930 el Partit Republicà Radical i Radical-Socialista va assolir el poder durant llargues temporades i va implementar polítiques més radicals que les de l'Aliança Republicana Democràtica.

### Caiguda
El govern va caure durant els primers anys de la Segona Guerra Mundial, quan els alemanys van ocupar França i va ser substituït pel govern de Vichy del general Philippe Pétain.

## Presidents de la Tercera República

### President del Govern de Defensa Nacional (1870-1871)
| Nom                | Nom                            | Inici                 | Fi                   | Partit |
| ------------------ | ------------------------------ | --------------------- | -------------------- | ------ |
| Louis Jules Trochu | Louis Jules Trochu (1815-1896) | 4 de setembre de 1870 | 17 de febrer de 1871 | Cap    |

### Cap del Poder Executiu (1871)
| Nom            | Nom                        | Inici                | Fi                 | Partit                       |
| -------------- | -------------------------- | -------------------- | ------------------ | ---------------------------- |
| Adolphe Thiers | Adolphe Thiers (1797-1877) | 17 de febrer de 1871 | 31 d'agost de 1871 | Orleanista/Republicà moderat |

### Presidents de la República (1871-1940)
| No. | Nom                               | Nom                                           | Inici                  | Fi                     | Partit                                       |
| --- | --------------------------------- | --------------------------------------------- | ---------------------- | ---------------------- | -------------------------------------------- |
| 1.  | Adolphe Thiers                    | Adolphe Thiers (1797-1877)                    | 31 d'agost de 1871     | 24 de maig de 1873     | Orleanista/Republicà moderat                 |
| 2.  | Patrice Mac-Mahon, duc de Magenta | Patrice Mac-Mahon, duc de Magenta (1808-1893) | 24 de maig de 1873     | 30 de gener de 1879    | Legitimista                                  |
| 3.  | Jules Grévy                       | Jules Grévy (1807-1891)                       | 30 de gener de 1879    | 2 de desembre de 1887  | Republicà Oportunista/Republicà d'Esquerra   |
| 4.  | Marie François Sadi Carnot        | Marie François Sadi Carnot (1837-1894)        | 3 de desembre de 1887  | 25 de juny de 1894     | Republicà Oportunista/Republicà d'Esquerra   |
| 5.  | Jean Paul Pierre Casimir-Périer   | Jean Paul Pierre Casimir-Périer (1847-1907)   | 27 de juny de 1894     | 16 de gener de 1895    | Republicà Oportunista/Republicà d'Esquerra   |
| 6.  | Félix Faure                       | Félix Faure (1841-1899)                       | 17 de gener de 1895    | 16 de febrer de 1899   | Republicà Oportunista/Republicà Progressista |
| 7.  | Émile Loubet                      | Émile Loubet (1838-1929)                      | 18 de febrer de 1899   | 18 de febrer de 1906   | Aliança Democràtica Republicana (ARD-PRD)    |
| 8.  | Armand Fallières                  | Armand Fallières (1841-1931)                  | 18 de febrer de 1906   | 18 de febrer de 1913   | Republicà Oportunista/ARD-PRD                |
| 9.  | Raymond Poincaré                  | Raymond Poincaré (1860-1934)                  | 18 de febrer de 1913   | 18 de febrer de 1920   | PRD-ARD                                      |
| 10. | Paul Deschanel                    | Paul Deschanel (1855-1922)                    | 18 de febrer de 1920   | 21 de setembre de 1920 | ARD-PRDS                                     |
| 11. | Alexandre Millerand               | Alexandre Millerand (1859-1943)               | 21 de setembre de 1920 | 11 de juny de 1924     | Cap                                          |
| 12. | Gaston Doumergue                  | Gaston Doumergue (1863-1937)                  | 13 de juny de 1924     | 13 de juny de 1931     | Radical                                      |
| 13. | Paul Doumer                       | Paul Doumer (1857-1932)                       | 13 de juny de 1931     | 7 de maig de 1932      | Radical                                      |
| 14. | Albert Lebrun                     | Albert Lebrun (1871-1950)                     | 10 de maig de 1932     | 11 de juliol de 1940   | Aliança Democràtica                          |